# Kathryn Morris
Kathryn Susan Morris (Cincinnati, Ohio; 28 de enero de 1969) es una actriz estadounidense, más conocida por su papel principal como la detective Lilly Rush en la serie Cold Case de la cadena CBS.

## Biografía
Su primer papel fue en 1991 en una pequeña película llamada Long Road Home. Después obtuvo otros pequeños papeles, incluido uno como paciente psiquiátrico en la película ganadora del Óscar Mejor... imposible. Su primer papel importante fue en 1997 en la serie Pensacola: Wings of Gold, interpretando a la teniente Annalisa Stinger Lindstrom durante dos temporadas. Después de verla en la película The Contender que distribuyó DreamWorks, Steven Spielberg la incluyó en el elenco de dos exitosas películas, pero sus escenas como una estrella de rock en Inteligencia Artificial, que requería cantar y tocar la guitarra, fueron cortadas por el director, mientras que la producción siguiente, Minority Report, fue filmada, donde interpretó a la atormentada esposa del personaje de Tom Cruise.
En 2003, Morris obtuvo el papel principal de la detective Lilly Rush en la serie policiaca de la CBS Cold Case, en el que desempeña una detective que tiene asignado resolver asesinatos que frecuentemente ocurrieron décadas atrás. 
Apareció en la película Paycheck dirigida por John Woo junto a Ben Affleck, Aaron Eckhart y Uma Thurman en 2003. El año siguiente participó en la película Mindhunters como una de los jóvenes aspirantes a detectives del FBI que se adentran en una base de entrenamiento localizada en una remota isla y que coprotagonizó con Clifton Collins Jr., Patricia Velásquez, Will Kemp, Christian Slater, Val Kilmer, LL Cool J y Jonny Lee Miller. En 2007 apareció en El último asalto, dirigida por Rod Lurie y con Samuel L. Jackson y Josh Hartnett en los papeles principales.

## Vida personal
La mayoría de las fuentes informan que Morris nació en Cincinnati, Ohio —aunque CBS News, identifica su lugar de nacimiento como Dallas—. Morris recorrió el país en el grupo de canto de la familia Morris Code, junto con sus otros seis hermanos. Algunas personas la llaman Kathy.
Asistió a dos universidades en la zona de Filadelfia, incluyendo la Universidad del Temple. Morris vive en Los Ángeles, California.
Estuvo brevemente comprometida con Randy Hamilton, un asesor financiero y estuvo saliendo con David Barrett, un director y productor que ha trabajado en Cold Case.
En 2010 comenzó a salir con el actor Johnny Messner cuando él apareció como invitado en su serie Cold Case. En abril de 2013 la pareja anunció que estaban esperando gemelos y el 21 de agosto del mismo año tuvieron sus dos hijos Jameson West Messner y Rocco McQueen Messner.

## Filmografía
- The Dirt (película) (2019) (película)
- The Sweeter Side of Life (2013)
- Moneyball (2011)
- Assassination of a High School President (2008) - Enfermera Platt
- El último asalto (2007) - Joyce
- Mindhunters (2004) - Sara Moore
- Paycheck (2003) - Rita Dunne
- The Hire: Hostage (2002) - Linda Delacroix
- Minority Report (2002) - Lara Anderton
- Role of a Lifetime (2001) - Chelsea
- The Last Castle (2001) (escenas suprimidas)
- AI: Artificial Intelligence (2001) (escenas suprimidas)
- And Never Let Her Go (2001) (TV) - Anne Marie Fahey
- The Contender (2000) - Agente Especial Paige Willomina
- Murder, She Wrote: A Story to Die For (2000) (TV) - Patricia Williams
- Hell Swarm (2000) (TV)
- Deterrence (1999) - Lizzie Woods
- Inherit the Wind (1999) (TV) - Rachel Brown
- Inferno (1998) (TV) - Ryan Tibbet
- The Prophecy II (1998) (TV)
- Pensacola: Wings of Gold
- Mejor... imposible (1997) - Paciente psiquiátrico
- The Prince (1996) - Emily
- Sleepstalker (1995) - Megan
- Family Values (1995) (TV) - Borgyork Grumm
- Weird World (1995) (TV)
- A Friend to Die For (1994) (TV) - Monica
- Sweet Justice (serie de TV, 1994) - Remy
- Oldest Living Confederate Widow Tells All (1994) (TV)
- Rise and Walk: The Dennis Byrd Story (1994) (TV) - Angela
- Double Cross (1992) - Andy
- Cool as Ice (1991) - Jen
- Long Road Home (1991) - Billy Jo Robertson

## Apariciones notables en televisión
- Cold Case (2003-2010) - Lilly Rush

- The Mind of the Married Man (2001), interpretando a Sandy en dos episodios: 
  - «Just Thinking of You» (temporada 1, episodio 7), 4 de noviembre de 2001.
  - «When We Were Nice» (temporada 1, episodio 8), 11 de noviembre de 2001.

- Providence (1999), interpretando a Molly en el episodio: «The Third Thing» (temporada 1, episodio 1), 24 de septiembre de 1999.

- Xena: la princesa guerrera (1995), interpretando a Najara en dos episodios: 
  - «Crusader» (temporada 4, episodio 8), 16 de noviembre de 1998.
  - «The Convert» (temporada 4, episodio 18), 19 de abril de 1999.

- The Magnificent Seven (1998), interpretando a Charlotte Richmond en dos episodios: 
  - «Wagon Train: Part 1» (temporada 2, episodio 5), 12 de febrero de 1999.
  - «Wagon Train: Part 2» (temporada 2, episodio 6), 19 de febrero de 1999.

- Poltergeist: The Legacy (1996), interpretando a Laura Davis en el episodio «Silent Partner» (temporada 2, episodio 15), 20 de junio de 1997.

- Ink (1996), interpretando a una mujer en el episodio «Above the Fold» temporada 1, episodio 1), 21 de octubre de 1996.

- Silk Stalkings (1991), interpretando a Judith Millay en el episodio «Compulsion» (temporada 6, episodio 2), 22 de septiembre de 1996.